# 道の駅路田里はなやま
道の駅路田里はなやま（みちのえき ろーたりーはなやま）は、宮城県栗原市にある国道398号の道の駅である。愛称は自然薯の館。

## 施設
- 駐車場
  - 普通車：78台
  - 大型車：2台
  - 身障者用：1台
- トイレ
  - 男：大 1器（1器）、小 9器（2器）
  - 女：6器（2器）
  - 身障者用：1器（1器）

※（）内は、24時間利用可能
- 公衆電話：1台
- 特産物販売所「自然薯の館」
- 東屋
- レストラン「自然薯の館」（10:30 - 18:00、ラストオーダー17:00）
- つりぼり（冬季休業）
- ふるさと交流館

## 休館日
- 12月28日 - 1月2日

## アクセス
- 国道398号 - 登録路線
  - 宮城県道178号花山一迫線
- 栗原市民バス
  - 花山線

## 周辺
- 花山湖
- 栗原市役所花山総合支所
- 栗原市立花山診療所
- 花山郵便局
- 栗原市立花山小学校